# هانس-یورگ رامنسی
هانس-یورگ رامنسی (انگلیسی: Hans-Georg Rammensee; ۱۲ آوریل ۱۹۵۳ – ) زیست‌شناس، استاد دانشگاه، پژوهشگر و کارآفرین اهل آلمان است، که در سال ۲۰۰۰ شرکت کیوروک را تأسیس کرد.